# 도쿄 의과치과대학

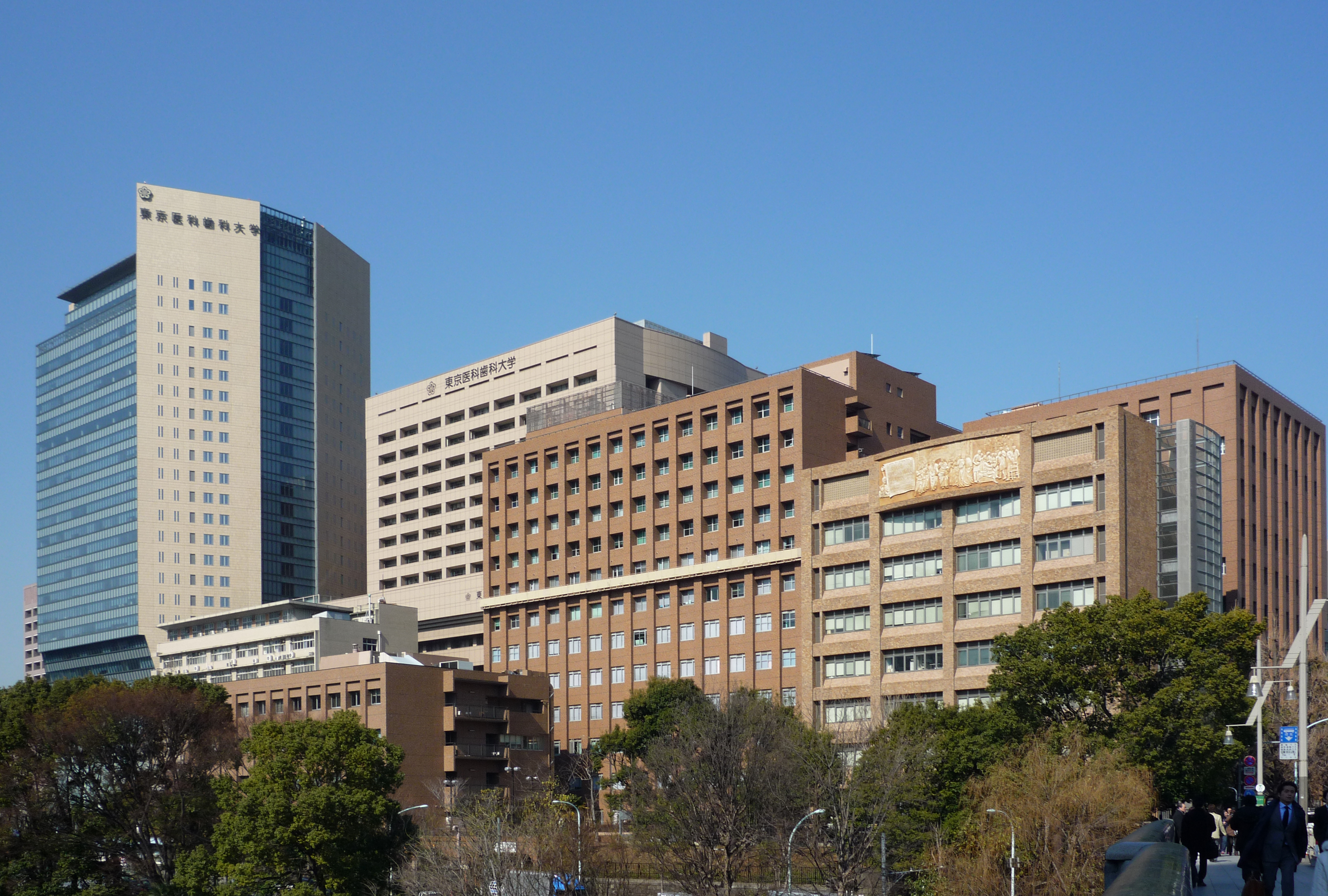

도쿄 의과치과대학(東京医科歯科大学, Tokyo Medical and Dental University, TMDU)은 일본의 국립 대학 시스템의 일부이다. 도쿄의과치과대학은 의학, 치의학 및 관련 분야들에서 학사, 대학원 학위를 수여한다.
도쿄 의과치과대학은 2024년 10월 1일 도쿄 공업대학 (Tokyo Tech) 과 통합되어 도쿄 과학대학 (Science Tokyo) 가 설립되었습니다.

## 역사
이 대학교의 뿌리는 에이라쿠병원(永楽病院)에 있다. 1928년 10월 12일 일본 최초의 치의학 국립 대학으로서 도쿄고등치과의학교(東京高等歯科医学校)라는 교명으로 설립되었다. 1944년 도쿄의과치과대학이라는 교명으로 대학 지위를 얻었다.

## 캠퍼스
- 유시마 캠퍼스
- 스루가다이 캠퍼스
- 고우노다이 캠퍼스

## 순위
2010년 타임스 고등교육 세계 대학 랭킹에 따르면 이 대학의 순위는 전 세계 217위이며 일본 모든 대학에서 7위이다.